# 陈广才

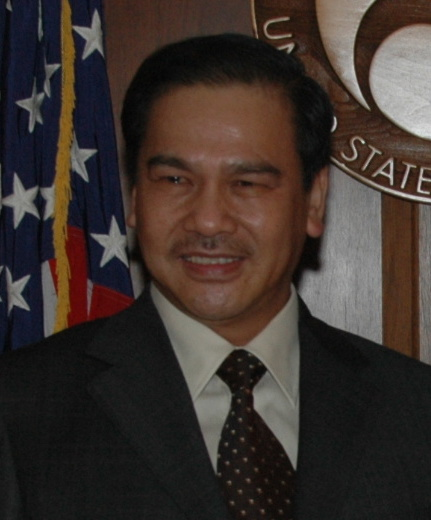
2004年的陈广才

丹斯里陈广才（1955年5月17日—）马来西亚政治人物，于2003年接替林良实成为马来西亚交通部长直至2008年3月。他也曾任马华公会署理总会长。
2021年3月24日，星辰建筑（FAJAR，7047，主板建筑股）宣布一系列人事变动，包括委任陈广才为集团独立非执行主席。星辰建筑向大马交易所报备，原任主席刘景国因追求个人事业宣布呈辞，并于4月1日交棒给陈广才。

## 简介
2003年6月24日，时任马来西亚首相马哈迪·莫哈末宣布内阁改组，委任马华署理总会长陈广才为马来西亚交通部长，以接替林良实于该年5月28日辞职留下的空缺。6月30日，陈广才在国家元首面前宣誓就任。
2021年3月24日，星辰建筑（FAJAR，7047，主要板建筑）宣布董事局改组，陈广才于4月1日从刘景国手中接过主席一职。

## 争议
在2022年7月25日审理前副首相阿末扎希涉及的外国签证系统（VLN）贪污案过程中，案件第17号证人Ultra Kirana私人有限公司（UKSB）的前行政经理陈祥揭露，他曾支付政治献金给数名因公务往来的政治人物，包括代号为「Prof」的陈广才的780万零吉。不过陈广才否认有收取过政治献金的说法。